# المعهد الملكي للدراسات الدينية
المعهد الملكي للدراسات الدينية (RIIFS) هو منظمة غير حكومية وغير ربحية، تأسس في عمّان عام 1994، برعاية الأمير الحسن بن طلال. يمثّل المعهد حاضنة للدراسات متعددة التخصصات حول قضايا حوار الأديان وحوار الثقافات بهدف ترسيخ قيم التعددية والتنوّع وتعزيز السلم المجتمعي والسلام على المستويين الإقليمي والعالمي. إننا نعيش في عالم مضطرب يحتاج إلى فهم متبادل أكثر عمقاً بين مختلف الثقافات والأديان. يدير المعهد برنامجين للإصدارات باللغتين العربية والإنجليزية، تركز على دراسة وتوثيق المواضيع التي تختص بحوار الأديان والعلاقات الإسلامية المسيحية.
ينظّم المعهد المؤتمرات والندوات والمحاضرات وورشات العمل التدريبية، بالتعاون مع المؤسسات الأكاديمية ومنظمات المجتمع المدني المحلية والعالمية.
يرتبط المعهد بعدد من المعاهد والمؤسسات ذات الصلة من خلال مجموعة كبيرة من المعاهدات والاتفاقيات، كمؤسسة الأراضي المقدسة المسيحية المسكونية في الولايات المتحدة الأمريكي وجامعة برمنجهام البريطانية، ومؤسسة فريدريش ناومان من أجل الحرية، والمعهد العالمي للفكر الإسلامي، وجامعة الزيتونة في تونس، والأزهر الشريف وغيرها.

## المطبوعات العربية
صدرت عن المعهد الملكي للدراسات الدينية مجموعة من الكتب والدراسات، أهمها:
- المسيحية في العالم العربي، كتاب باللغة الإنجليزية من تأليف الأمير الحسن بن طلال - 1994
- السجلات العثمانية لغير المسلمين في الولايات العربية، كتاب من تأليف عبد الرحيم أبو حسين - 2017
- معجم أعلام العرب المسيحيين في العصور الإسلامية، في جزئين. صدر الجزء الأول من المعجم عام 2004، وهو من جمع وإعداد حسن البطوش، عواد علي، وعلاء الرشق، وتحرير مروان حمدان، ويقع في 304 صفحات. أما الجزء الثاني فقد صدر عام 2013، من إعداد وتحرير حسن البطوش، وعواد علي، ويقع في 369 صفحة.
- عيسى ومريم في القرآن والتفاسير، كتاب من تأليف يوسف قزما خوري - 1996.
- التواصل المدني بين التصلب الديني والعقلانية، حلقة نقاشية - 2010.
- الكنيسة الكاثوليكية والإسلام، كتاب من تأليف الأب ميشال لولون، نشر مترجماً - 2001
- العربي المسيحي اليوم، حلقتان نقاشيتان - 1997.
- الأقليات الدينية والإعلام في الوطن العربي، أوراق ندوة نظمها المعهد عام 2011
- العرب المسيحيون والعيش الإسلامي - المسيحي المشترك، ندوة عقدها المعهد عام 2012
- الكنائس العربية في السجل الكنسي العثماني
- الحسن بن طلال: حكاية أمير عربيّ، كتاب من تأليف الدكتور مصلح النجار - 2017
- رجل سابق لعصره - المعلم بطرس البستاني، كتاب من تأليف يوسف قزما خوري - 1819
- عبادات الأمم المسلمة السابقة في القرآن والأحاديث، كتاب من تأليف محمد حماد الطل - 2006
- مدخل إلى التعليم الديني والدراسات الثقافية في منطقة غرب آسيا وشمال أفريقيا، أوراق ندوة عقدها المعهد عام 2011